# Pavel Falta
Pavel Falta (15. srpna 1975 Jihlava) je někdejší český lední hokejista hrající na pozici brankáře.

## Život
S hokejem začínal ve svém rodném městě, v tamní Dukle. Prvně se na led dostal ve třech letech, na což měla vliv i skutečnost, že jeho otec v klubu lední hokej trénoval. Mezi muži tohoto celku nastupoval v sezóně 1994/1995 i ve dvou následujících (1995/1996 a 1996/1997). Následně přestoupil do Znojma, odkud se ale hned po jednom roce stěhoval do Chomutova. I zde vydržel rok (1998/1999) a přesunul se do Liberce, kde vydržel až do ročníku 2005/2006, během něhož v jedenácti zápasech formou střídavých startů vypomáhal Berounským Medvědům. Na sezónu 2006/2007 odešel na své první zahraniční angažmá, a sice do Jižné Koreje do celku Anyang Halla, kam ho přivábil trenér celku Otakar Vejvoda. Po roce se vrátil a ročník 2007/2008 postupně strávil v dresu Liberce, Vrchlabí a Dukly Jihlava. Poté odešel opět do zahraničí, když na Slovensku hrál za tým z Nitry.
Po ukončení hráčské kariéry se od sezóny 2012/2013 stal činovníkem svého mateřského klubu Dukly Jihlava. Počínaje ročníkem 2020/2021 je jejím videokoučem.